# Барок у Француској
Француска је под Лујем XIV (1638-1715) постала најмоћнија нација у Европи, војно и културно, док је њена престоница, Париз, заменила Рим као светска уметничка метропола. Врхунац стваралаштва је везан за период Лујеве владавине од 1660. до 1685. када су радови на Версајском дворцу и другим пројектима који славе краља били у пуном замаху. У Француској се стил тих година назива и стилом Луја XIV, који је најприближније описан изразом барокни класицизам примењиваним првенствено на двору. Тај класицизам почивао је више него у другим северним земљама на италијанској ренесанси, али и на француском хуманизму и његовом наслеђу разума и стоичке врлине.

## Сликарство
Ширењу и популаризацији класицизма у француској уметности највише је допринео сликар Николас Пусeн (1593-1665), који је скоро цео живот провео у Риму, проучавајући антику којој је био изразито одан. То се огледа већ у његовом раном делу Цефалус и Аурора (око 1630), испирисаном Тицијановим колоритом и приступом класичној митологији.
Насупрот томе, на слици Отмица Сабињанки, венецијанска својства су потиснута у корист једног строгог интелектуалног стила. Овде су чврсто моделоване фигуре замрзнуте у акцији (попут статуа јер су многе и изведене из хеленистичких скулптура) у реконструисаном простору римске архитектуре. Ово дело имало је тежњу да илуструје Пусенове теоретске ставове да је ''највиши циљ сликарства да представи племенита и озбиљна дела. 
Она се морају приказати на логичан и сређен начин, не онако како су се догодила, него онако како би се догодила да је природа савршена. У ту сврху уметник мора да тежи за оним што је опште и типично, ослањајући се више на дух него на чула...он треба да потисне таква јефтина средства као што су боје и да нагласи облик и композицију. На једној доброј слици посматрач мора бити у стању да прочита тачна осећања сваког лика и да их повеже с датим догађајем.'' У складу са изнетим ставовима Пусен је сликао и пејзаже, попут дела Пејзаж са сахраном Фокиона, са брижљивим, готово математичким распоредом простора, али и прилагођеним лирским расположењем сходно представљеном догађају: сахрани грчког хероја који је умро јер није прећутао истину, чинећи својеврстан споменик стоичкој врлини.
Велики француски пејзажист Клод Лорен (1600-1682), такође је већи део живота провео у Риму, где је страствено и посвећено истраживао његову околину сликајући идиличне пределе испуњене одјецима антике. На његовим пејзажима често се јавља фина измаглица карактеристична за приказе раног јутра или поднева, неки дах носталгије који лебди над таквим видицима, посебно привлачан за северњаке који су само накратко или никад видели Италију.
Када је Луј XIV 1661. преузео власт, његов главни саветник Колбер, изградио је управни апарат који је подржавао моћ апсолутног монарха а ликовне уметности су добиле званичан задатак да славе краља. Први велики Колберов пројекат био је довршавање Лувра тј. затварање његовог дворишта на источној страни једном импресивном фасадом у периоду 1667-1670. Првобитна решења нису била адекватна па је у Париз позван Бернини, који је дао пар предлога али су сви одбачени због колосалних размера, па до сарадње није дошло. 
Коначно, посао је поверен тиму Луј ле Вo, дворски архитекта, Клод Перо, познавалац античке архитектуре и Шарл Лебрeн, дворски сликар. Фасада је постала оличење француског класицизма јер је средишњи део компонован као прочеље римског храма а крила као расклопљене бочне стране тог храма са јединственим редом самосталних стубова. Највећи краљев подухват био је дворац Версај, који је градио са намером да добије раскошан простор као погодан оквир за живот свога двора. 
Овим послом руководио је Шарл Лебрeн, са почетним пројектом Ле Вoа, који је дао решење вртне фасаде али је умро годину дана након почетка радова 1670. Пројекат је наставио Жил Aрдeн Мансар, који га је проширио у складу са растућим захтевима краљевских потреба, адаптиравши фасаду Лувра у решење са хоризонталном спратном поделом. Дворац је посебно познат по раскошној унутрашњости где се издваја велелепна централна Дворана са огледалима, као и њени бочни пандани, Салон Мира на једном и Салон Рата на другом крају.
Можда најјачи утисак оставља парк који се од вртне фасаде пружа на неколико километара, као наставак архитектонског простора у виду свечаних вртова са базенима, терасама, лавиринтима тј. погодан оквир за појављивање краља пред јавношћу
У духу строгог класицизма стварали су и дворски скулптори чије су главне теме биле статуе владара (омиљени тип још од антике – коњаничке статуе) и портрети. Слободна скулптура, експресивна и наглашено барокног израза, попут Мила из Кротоне, појављивала се ретко и тек онда када је Лебрeнов ауторитет, након смрти краљевог саветника Колбера, почео да опада тј. када је машина централизоване управе престала да функционише.
Нови дух огледа се и у појави сликара Антоана Ватоа, који је примљен на Академију у Паризу, захваљујући слици Ходочашће на Китеру, која представља раскид са строгим класицистичким стилом контура који је пропагирао Пусeн. Она најављује повратак колористичке и лирске уметности, пуне преплета стварних и иреалних призора у комбинацији са митолошким детаљима.
Након смрти Луја XIV племство је престало да буде везано за Версај и краљевски надзор, а уместо повратка у своје провинцијске замкове, пре бирају да у Паризу граде отмене градске куће познате као hotels (засебне куће). Оне су захтевале један мање раскошан и гломазан стил од званичног краљевског класицизма, па је тако настао Рококо познат и као стил Луја XV (од речи rocaille – декорације пећина у виду неправилних шкољки и камења), који је заправо представљао минијатурни и прочишћени барок Бернинија и Гверинија. Типична рококо скулптура оличена је у малој групи Сатир и Бахананткиња, предвиђеној да се гледа изблиза уз нагласак на једној кокетној еротици. Највећи сликар француског рококоа био је Жан Оноре Фрагонар, који је сликао са пластичном ширином и спонтаношћу налик Рубенсу и љупком лакоћом ликова преузетом од Тјепола, коме се дивио у Италији.
Са друге стране, у француском сликарству дошло је и до интересовања за холандске мајсторе жанра, што је илустровао рад Фрагонаровог учитеља, Жана Батиста Симeона Шардeна, који је био највећи сликар мртве природе и жанр сцена у свом добу.